# Karyn Faure
Pour les articles homonymes, voir Faure.
Karyn Faure est une nageuse française née le 5 mai 1969 à Cannes.
Elle est membre de l'équipe de France aux Jeux olympiques d'été de 1988.
Elle a été championne de France de natation sur 400 mètres nage libre à l'hiver 1985 et sur 800 mètres nage libre aux hivers 1985, 1986, 1987, 1988, 1989 et 1990 et aux étés 1985, 1986, 1987, 1989 et 1990.